# Старое еврейское кладбище (Люденшайд)
Старое еврейское кладбище в Люденшайде (нем. Alter jüdischer Friedhof Lüdenscheid) — кладбище в городе Люденшайд, расположенное на улице Кнаппер-штрассе; на треугольном участке надгробные камни более не присутствуют.